# SICRAL 1
O SICRAL 1 é um satélite de comunicação geoestacionário militar italiano construído pela Alenia Spazio. Ele está localizado na posição orbital de 16 graus de longitude leste e é operado pelo Ministério da Defesa italiamo. O satélite foi baseado na plataforma GeoBus (Italsat-3000) e sua expectativa de vida útil era de 10 anos.

## Lançamento
O satélite foi lançado com sucesso ao espaço no dia 7 de fevereiro de 2001 às 23:05 UTC, por meio de um veiculo Ariane-44L H10-3 a partir do Centro Espacial de Kourou, na Guiana Francesa, juntamente com o satélite Skynet 4F. Ele tinha uma massa de lançamento de 2596 kg.